# 愛新覚羅慧生
愛新覚羅 慧生（あいしんかくら えいせい、1938年2月26日 - 1957年12月4日頃）は、清および満洲国皇帝・愛新覚羅溥儀の実弟の溥傑の長女。天城山心中で死亡した女性として知られる。
※以下の記述は、脚注を除き、愛新覚羅浩1992年・舩木1989年による。

## 経歴
1937年（昭和12年）4月、溥傑と嵯峨浩（日本の侯爵家出身）が日本内地で結婚した。夫婦は千葉市稲毛で新婚生活を始め、やがて浩は懐妊した。同年9月に溥傑が、10月には浩が渡満し、1938年（昭和13年）夫婦の第一子として、満洲国の首都新京（現在の長春市）で生まれた。1939年（昭和14年）、父が満洲国駐日大使館に勤務となり、東京に行く。その次の年の1940年（昭和15年）に妹の嫮生（こせい）が生まれた後、新京に戻る。新京にいる間は皇帝である伯父の溥儀に大変可愛がられた。
1943年（昭和18年）春、学習院幼稚園に通うために再び日本に渡り、日吉（神奈川県横浜市港北区）にある母の実家の嵯峨家に預けられた。これ以後19歳で死ぬまで、日本で過ごすことになった。同年秋、父が陸軍大学校に入学する関係で父母や妹が東京に来たため、一家で麻布狸穴で生活した。1944年（昭和19年）12月、父は陸軍大学校を卒業し、父母や妹は新京に帰ったが、慧生は学校のことがあるため日本に残り、日吉の嵯峨家に再び預けられた。新京に帰る父らを羽田空港で見送ったが、これが父との永遠の別れとなった。
1945年（昭和20年）に日本の降伏により、満洲国は解体された。父は赤軍に捕らえられ、以後1960年（昭和35年）（慧生の死後）に釈放されるまでソビエト連邦と中華人民共和国で獄中生活を送ることになった。一方、母と妹は中国大陸を流転した末に1947年（昭和22年）日本に帰ってきた。日本に帰ってきた母と妹は慧生のいる日吉の嵯峨家で一緒に生活することになった。
慧生は学習院初等科・学習院女子中等科・学習院女子高等科と学んだ。中等科に進む頃から中国語の勉強を始め、高等科に在学中の1953年（昭和28年）、中国の周恩来首相に対して「父に会いたい」と中国語で書いた手紙を出し、感動した周により、連絡が取れなかった父との文通が認められた。
高等科の3年の時に東京大学の中国哲学科への進学を希望するが、親類の反対に遭い、1956年（昭和31年）学習院大学文学部国文科に入学した。同じ学科の男子学生・Ｏと交際を始めたが、母などの家族には交際を打ち明けられる環境ではなかった。
1957年（昭和32年）12月4日の夜、天城山でＯの所持していたピストルでＯと心中死したと推察されている。2人の遺体は12月10日に発見された（天城山心中）。なお、嵯峨家側はあくまでＯによる無理心中だったと主張している。
慧生の遺骨は、1961年（昭和36年）に中国に帰国する母の浩によって北京に運ばれた。当初は醇親王家の墓地に入れられる予定であったが、文化大革命の動乱を経験した父母が平和な地に納骨されることを望んだため、1978年（昭和53年）に訪中した妹の嫮生らが帰国する際に半分の遺骨が日本に運ばれ、嵯峨家の菩提寺である二尊院に外祖父母と共に一旦納骨された。1987年（昭和62年）に母が亡くなると、母の半分の遺骨と共に愛新覚羅社に移されて納められた。1994年（平成6年）に父が亡くなると、中国に残されていたもう半分の遺骨が父母とともに北京郊外の妙峰山上空にて散骨された。

## 慧生と中国
慧生は学習院幼稚園に入園以後ずっと日本で生活をしたが、中国への関心を持っていたとされる。
慧生は読書家であったが、その関心の一部は中国文学や漢詩、自身の先祖にあたる清王朝に関する書物などに向けられていた。
1955年（昭和30年）、父の従弟の溥儒（zh）が来日してしばらく逗留した際には、その通訳をしている。慧生は溥儒によって佩英（ペイイン。水晶の飾り玉のこと）という号をつけてもらっている。溥儒が来てから、慧生の中国人としての自覚は一段と高まり、私服で外出するときは好んで高い詰襟の中国服を着るようになった。
その一方で、慧生自身が大学時代に親友に中国へ帰国する意思のないことを打ち明けている。

## 趣味
- 音楽に関心があり、ピアノやヴァイオリンを習っていた。4歳（数え年）になる頃、皇帝からピアノを買い与えられたが、李香蘭と同じ講師に教わっており、彼女と一緒に演奏したこともあった[10]。少ししてからヴァイオリンも習うようになり、満州では皇帝のピアノ伴奏に合わせて弾いていた。学習院入学後は当時世田谷に住んでいた鈴木鎮一の指導を受けていたが、同じ仲間に豊田耕児がいた。1942年（昭和17年）、満州国建国10周年に高松宮が来満した時は、その記念として慧生が「高松宮殿下奉迎歌」を日本語と中国語の2カ国語で歌い、レコードを作った。
- 上記の「慧生と中国」でも触れたが、読書家である。母の浩は、慧生の読書癖は父親似であると推察している。

## 評価
- 慧生について、妹の嫮生は「ユーモラスで頭の良い人なのですが、威厳というか気品があり、姉妹といえども近付き難いところがありました」と述べている[11]。
- 中国の首相の周恩来は1961年（昭和36年）、中国に帰国したばかりの母の浩や父の溥傑らを食事に招いた際に、慧生について、「彼女の手紙を読んだことがあり、あのような勇敢な子が好きです、若い人には勇気が必要だ」と述べた[12]。

## 愛新覚羅慧生を演じた女優

### 映画
- 三ツ矢歌子 : 『天城山心中 天国に結ぶ恋』（1958年、石井輝男監督）※名前は「王英生」に変更されている。
- 高野通子 : 『流転の王妃』（1960年、田中絹代監督）※名前は「呼倫覚羅英生」に変更されている。

### テレビドラマ
- 早瀬英里奈、森迫永依 : 『流転の王妃・最後の皇弟』（2003年、テレビ朝日）
- 田畑亜弥 : 『日本史サスペンス劇場』（2008年11月12日、日本テレビ）※再現ドラマ